# Chlosyne californica
Chlosyne californica är en fjärilsart som beskrevs av Wright 1906. Chlosyne californica ingår i släktet Chlosyne och familjen praktfjärilar. Inga underarter finns listade i Catalogue of Life.